# GIL Investments
GIL Investments ist ein britisches Investmentunternehmen, welches 1991 von David Grove (vorher bei Hill & Smith) gegründet wurde. Zu GIL Investments gehören der größte Feuerwerksproduzent von Großbritannien sowie mehrere Chemieunternehmen.

## Unternehmen
- Akcros (verkauft an Valtris)[4]
- Ashworth[5]
- Bearmach
- Camvac
- Davicon
- Erlson
- GI Solutions
- Key Technologies
- Road Transport Media / RTM
- Shepherd Widnes[6]
- Total Polyfilm
- Trueform
- VIP Polymers